# Konjuhovci
Konjuhovci (szerbül: Коњуховци, régen Konjuhovac), település Bosznia-Hercegovinában, a Bosanska Krajina és a Bosanska Posavina közötti átmeneti területen, Prnjavor község területén, a Szerb Köztársaságban. 

## Fekvése
Bosznia-Hercegovina északi részén, Banja Lukától légvonalban 37, közúton 53 km-re kelet-északkeletre, községközpontjától légvonalban és közúton 2 km-re északra, a Slatina-patak jobb partján, 191-209 méteres tengerszint feletti magasságban található. 

## Népessége
| Nemzetiségi csoport | Népesség 1991 | Népesség 2013 |
| ------------------- | ------------- | ------------- |
| Szerb               | 293           | 517           |
| Bosnyák             | 879           | 432           |
| Horvát              | 38            | 19            |
| Jugoszláv           | 49            | 1             |
| Egyéb               | 192           | 115           |
| Összesen            | 1451          | 1084          |

## Története
A település 1878-ig tartozott az Oszmán Birodalomhoz, ekkor a berlini kongresszus határozata alapján az Osztrák-Magyar Monarchia része lett. 1879-ben az első osztrák-magyar népszámlálás során a Prnjavori járáshoz tartozó településnek 22 háztartása és 140 muszlim lakosa volt. 1892-től az osztrák uralom, alá került Dél-Lengyelországból és Nyugat-Galíciából számos lengyel és ukrán család települt itt le. A jobbágyok helyzete Lengyelországban, különösen Krakkó környékén nagyon nehéz volt. Amikor az osztrák hatóságok felhívást küldtek, hogy ha a lengyelek Boszniába akarnak menni, ingyen földet kaphatnak, a lengyel jobbágyok küldöttségüket Boszniába küldték. Amikor a delegáció jó hírekkel tért vissza, egyre többen jelentkeztek, hogy Boszniába települnek. Galícia ugyancsak Ausztria fennhatósága alá tartozott, onnan görög katolikus ukránok (ruszinok) vándoroltak be Bosznia-Hercegovinába. Bár termőföldet ígértek nekik, a korábban beköltözött lakosok által elfoglalt termőföld híján az ukránok többnyire megművelhetetlen területekre települtek.
1910-ben a Prnjavori járáshoz tartozó településen 82 háztartást, 247 muszlim, 142 görög katolikus és 83 római katolikus lakost találtak. A monarchia szétesésével 1918-ban előbb a Szerb-Horvát-Szlovén Királyság, majd 1929-től a Jugoszláv Királyság része. Az 1929-es törvény értelmében, amikor Bosznia-Hercegovinát négy banovinára, Drinskára, Vrbaskára, Zetskára és Primorskára osztották, a település a Vrbaska banovina része lett, amelynek székhelye Banja Luka volt Jugoszlávia megszállása után a Független Horvát Állam (NDH) része lett. 1944 januárjában a település a Prnjavor felszabadításáért vívott harcok színtere volt, melynek során Tito partizánjai elfoglalták a várost a horvát és német csapatoktól. A második világháború után a település a szocialista Jugoszláviához tartozott. A háború után a lengyel lakosság visszatelepült Lengyelországba, míg az ukránok nagy része a Vajdaság és Szlavónia nagyobb településeire költözött. Konjuhovciban 1991-ben még 192, 2013-ban már csak 44 ukrán élt. A daytoni békeszerződést követő területfelosztásnál a település Prnjavor község részeként a Szerb Köztársaság területéhez került.